# Linda Vista, Xiutetelco
Linda Vista är en ort i Mexiko.   Den ligger i kommunen Xiutetelco och delstaten Puebla, i den sydöstra delen av landet, 190 km öster om huvudstaden Mexico City. Linda Vista ligger 2 206 meter över havet och antalet invånare är 127.
Terrängen runt Linda Vista är bergig. Runt Linda Vista är det ganska tätbefolkat, med 149 invånare per kvadratkilometer. Närmaste större samhälle är Teziutlan, 5,8 km norr om Linda Vista. I omgivningarna runt Linda Vista växer huvudsakligen savannskog.